# Ibiaçá

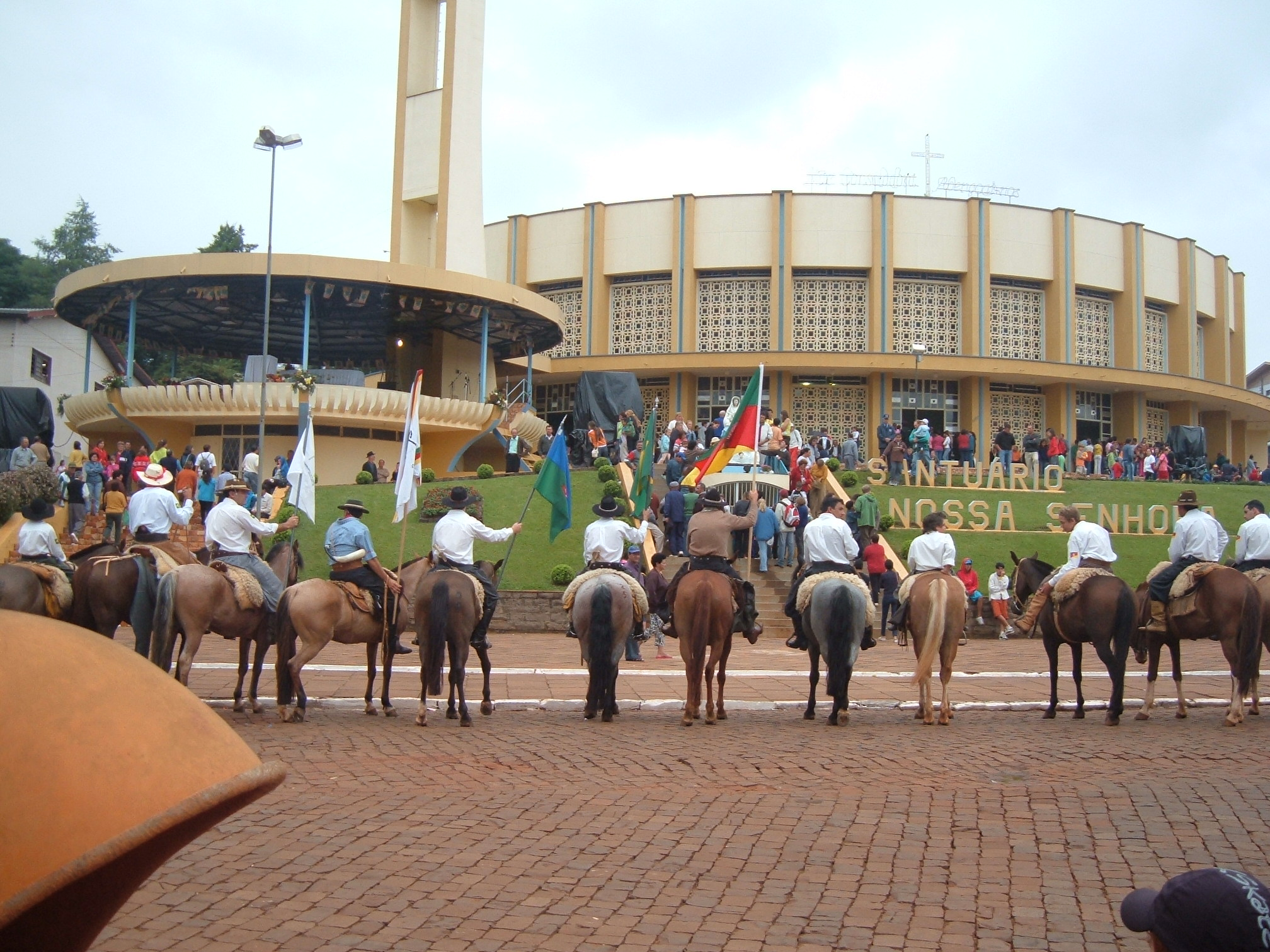
Caballeros frente al Santuario de Nossa Senhora en Ibiaçá, Rio Grande do Sul.

Ibiaçá es un municipio brasileño del estado de Rio Grande do Sul.
Se encuentra ubicado a una latitud de 28º03'25" Sur y una longitud de 51º51'17" Oeste, estando a una altitud de 620 metros sobre el nivel del mar. Su población estimada para el año 2004 era de 4.521 habitantes.
Ocupa una superficie de 398,22 km².
- Datos: Q1784309
- Multimedia: Ibiaçá / Q1784309